# (21635) Micahtoll
(21635) Micahtoll (1999 NU19) – planetoida z pasa głównego asteroid okrążająca Słońce w ciągu 3,81 lat w średniej odległości 2,44 j.a. Odkryta 14 lipca 1999 roku.